# Associação Desportiva Ovarense
Maillots
L'Associação Desportiva Ovarense est un club portugais de football. Il est basé à Ovar.

## Historique
Lors de la saison 1994-1995, le club, qui évolue en deuxième division, réussit la performance d'atteindre les quarts de finale de la Coupe du Portugal.

## Palmarès
- II Division B (D3) :
  - Champion : 1991, 2000

- III Division (D3 à l'époque) :
  - Champion : 1950

## Entraîneurs du club
- 2001-2002 :  Pedro Miguel (adjoint)